# Svinčany
Svinčany är en ort i Tjeckien.   Den ligger i regionen Pardubice, i den centrala delen av landet, 90 km öster om huvudstaden Prag. Svinčany ligger 259 meter över havet och antalet invånare är 369.
Terrängen runt Svinčany är platt åt nordost, men åt sydväst är den kuperad. Terrängen runt Svinčany sluttar norrut. Runt Svinčany är det ganska tätbefolkat, med 155 invånare per kvadratkilometer. Närmaste större samhälle är Pardubice, 12,1 km nordost om Svinčany. Omgivningarna runt Svinčany är en mosaik av jordbruksmark och naturlig växtlighet.